# Fondazione Marino Piazzolla
La Fondazione Marino Piazzolla prende nome dal suo fondatore Marino Piazzolla, poeta, critico, filosofo, pittore.
Dopo la sua morte, avvenuta a Roma nel 1985, per sua volontà testamentaria fu istituita la Fondazione Piazzolla, attualmente presieduta da Velio Carratoni, ente non commerciale e apartitico, riconosciuto dalla Regione Lazio nel 1988, con lo scopo di diffondere e tramandare la cultura letteraria contemporanea.
In tale ambito la Fondazione Piazzolla ha pubblicato molti testi di importanti autori italiani (Franco Loi, Amelia Rosselli, Elio Pagliarani, Antonio Pizzuto etc) e internazionali (José María Valverde, Paul Evans, Sarah Kirsch, Seamus Heaney, Enis Batur, Adunis, Yves Bonnefoy, Kikuo Takano, Philippe Jaccottet, Ciril Zlobec, Michael Hamburger, Sunay Akın, Gao Xingjian ecc.), ed ha assegnato borse di studio di critica letteraria a studi monografici e tesi di laurea, a ricercatori, studiosi e accademici.
Dal 18 Settembre al 30 Novembre 2004 presso la Casa delle Letterature di Roma la Fondazione Piazzolla ha organizzato, in collaborazione con il Comune di Roma e le Biblioteche di Roma, la manifestazione LE VOCI DELLA CITTÀ. Poeti a Roma 1950-2000 dove sono stati trattati i seguenti autori: Giorgio Caproni, Mario Quattrucci, Elio Filippo Accrocca, Lamberto Pignotti, Angelo Maria Ripellino, Paolo Guzzi, Aldo Mastropasqua, Anna Malfaiera, Alfredo Giuliani, Attilio Bertolucci, Roberto Piperno, Cesare Vivaldi, Elio Pagliarani, Marino Piazzolla, Ariodante Marianni, Dario Bellezza, Valentino Zeichen, Edoardo Cacciatore, Francesco Muzzioli, Tomaso Binga, Marco Palladini, Giorgio Vigolo, Mario Socrate, Gianni Toti, Nanni Balestrini, Velso Mucci, Franco Falasca, Lea Canducci, Vito Riviello.
Da dicembre 2007 ad aprile 2008 presso le Biblioteche Enzo Tortora, Franco Basaglia, Guglielmo Marconi, Elsa Morante di Roma è stata organizzata la Seconda Edizione de LE VOCI DELLA CITTÀ. Poeti a Roma 1950-2000 dove sono stati trattati: Corrado Govoni, Edith Bruck, Alfonso Gatto, Maria Luisa Spaziani, Aldo Palazzeschi, Mario Lunetta, Luciano Folgore, Tommaso Ottonieri, Mauro Marè, Mario dell’Arco, Patrizia Cavalli, Libero De Libero, Nelo Risi, Leonardo Sinisgalli, Tommaso Di Francesco, Sandro Penna, Elio Pecora, Vincenzo Cardarelli, Jolanda Insana, Ruggero Jacobbi, Carlo Villa, Amelia Rosselli, Bianca Maria Frabotta, Pier Paolo Pasolini, Renzo Paris, Elsa Morante, Carla Vasio, Giuseppe Ungaretti, Silvia Bre.
Ha anche riproposto opere antropologiche e storiche, aventi come punto di riferimento, la storia del mito, forme arcaiche di civiltà, da cui si sono generate arti e sviluppati spunti di riflessione in chiave critica o esistenziale.
Ha inoltre assegnato riconoscimenti nell'ambito di importanti Premi letterari internazionali ad autori viventi o alla memoria come Germano Lombardi, Massimo Ferretti, Edoardo Cacciatore, Giorgio Vigolo, Giuseppe Guglielmi, Sergio Zavoli ecc. Ha presentato o riproposto poeti, scrittori e pensatori di chiara fama.
Ha anche assegnato premi per opere prime di promettenti giovani autori.